# Monogènesi i poligènesi lingüística
La monogènesi i la poligènesi lingüística són dues hipòtesis alternatives sobre l'origen filogenètic de les llengües. D'acord amb la monogènesi, el llenguatge humà va sorgir un sol cop en una única comunitat, i totes les llengües actuals procedeixen de la mateixa llengua primigènia. D'acord amb la segona hipòtesi, les llengües humanes van poder néixer a diverses comunitats independentment, i les llengües actuals procedirien de diferents fonts.

## Monogènesi
La monogènesi indica un origen únic de les llengües del món, totes les llengües actuals s'haurien format mitjançant el canvi lingüístic a partir d'una primera que va anar diferenciant-se en llengües inintel·ligibles. El primer científic seriós a publicar aquesta tesi va ser el lingüista italià Alfredo Trombetti, a l'obra L'Unità d'origine del linguaggio, el 1905. Més modernament, Greenberg i Ruhlen, partidaris de la monogènesi, sostenen que a les llengües modernes hi ha prou evidències per reconstruir part de la llengua originària o protomón o protosapiens. Tanmateix, aquesta afirmació ha estat molt controvertida i les reconstruccions practicades per Ruhlen són freqüentment desqualificades.
La hipòtesi monogenètica sempre ha trobat molta discussió i realment hi ha poca evidència lingüística sòlida a favor seu. Un dels principals arguments per sostenir-la procedeix de la genètica de poblacions, atès que hi ha forts indicis que sustenten la hipòtesi que l'espècie humana hauria sorgit a partir d'un reduït grup humà a Àfrica, que presumiblement hauria compartit una llengua, denominada per alguns protosapiens. Tanmateix, l'origen de l'espècie humana no està relacionat per cap prova o teoria sòlida amb l'origen de la llengua i, en aquest cas, tampoc amb l'origen d'una única llengua original. Es diu que va haver-hi canvis per causa cultural, religiosa, etc.

## Poligènesi
La poligènesi indica l'origen múltiple. Segons aquesta hipòtesi, va haver-hi brots lingüístics independents a cada lloc on s'anaven establint humans sense tenir prèviament cap parla. Indica que d'Àfrica va sortir-ne l'ésser humà sense idioma, i després d'establir-se a l'Orient Mitjà, a Europa, a Àsia i a Amèrica van sorgir allà els diferents grups lingüístics actuals i extints. La investigació moderna sobre llengües criolles ha mostrat que a partir d'un ímput lingüístic adequat o pidgin, en una generació els nens desenvolupen una llengua amb gramàtica perfectament estable i definida. Les llengües criolles són precisament les llengües històricament sorgides de pidgnis. Un altre exemple notable és l'idioma de signes de Nicaragua, que fou creat inconscientment a partir de signes aïllats que no formaven un conjunt de regles estables i, per tant, no constituïen una llengua autèntica.